# Lim Jeong-hyun
Dans ce nom coréen, le nom de famille, Lim, précède le nom personnel.
Lim Jeong-hyun (en coréen : 임정현), né le 5 juillet 1984 à Séoul, est un musicien sud-coréen également connu sous le pseudonyme funtwo.
Il est connu pour avoir joué et diffusé sur internet la musique Canon Rock, initialement composée par Johann Pachelbel et reprise par JerryC dans une version rock.

## Biographie
Lim enregistre et filme sa reprise rock du Canon de Pachelbel en 2005. Il envoie sa vidéo à un ami sous le pseudo « guitar90 »[réf. nécessaire] qui la met sur le site de partage de vidéos YouTube. Le succès est immédiat.
À la date du 14 mai 2011, la vidéo a été vue plus de 48 000 000 de fois sur le site de partage YouTube.
Il sort une nouvelle version de Canon Rock le 2 octobre 2012.